# 扶余駅
扶余駅（ふよえき）とは、中華人民共和国吉林省松原市扶余市三岔河鎮にある京哈線と哈大線の駅。瀋陽鉄路局の管理下にあり、三等駅。

## 歴史
- 1904年　開業。当時の名称は石頭城子駅。
- 時期不明　三岔河駅に改称。
- 時期不明　扶余駅に改称。

## 隣の駅
中華人民共和国鉄道部
京哈線
団山駅 - 扶余駅 - 邱家駅
座標: 北緯44度59分07秒 東経126度01分06秒 / 北緯44.9852度 東経126.0182度